# Jon Lilygreen
Jon Lilygreen (født 4. august 1987) er en walisisk sanger, som sammen med The Islanders repræsenterede Cypern ved Eurovision Song Contest 2010 i Oslo, med sangen "Life Looks Better In Spring". Sangen gik videre til finalen fra 2. semifinale, og opnåede en 21. plads med 27 points.